# Sara Yorke Stevenson

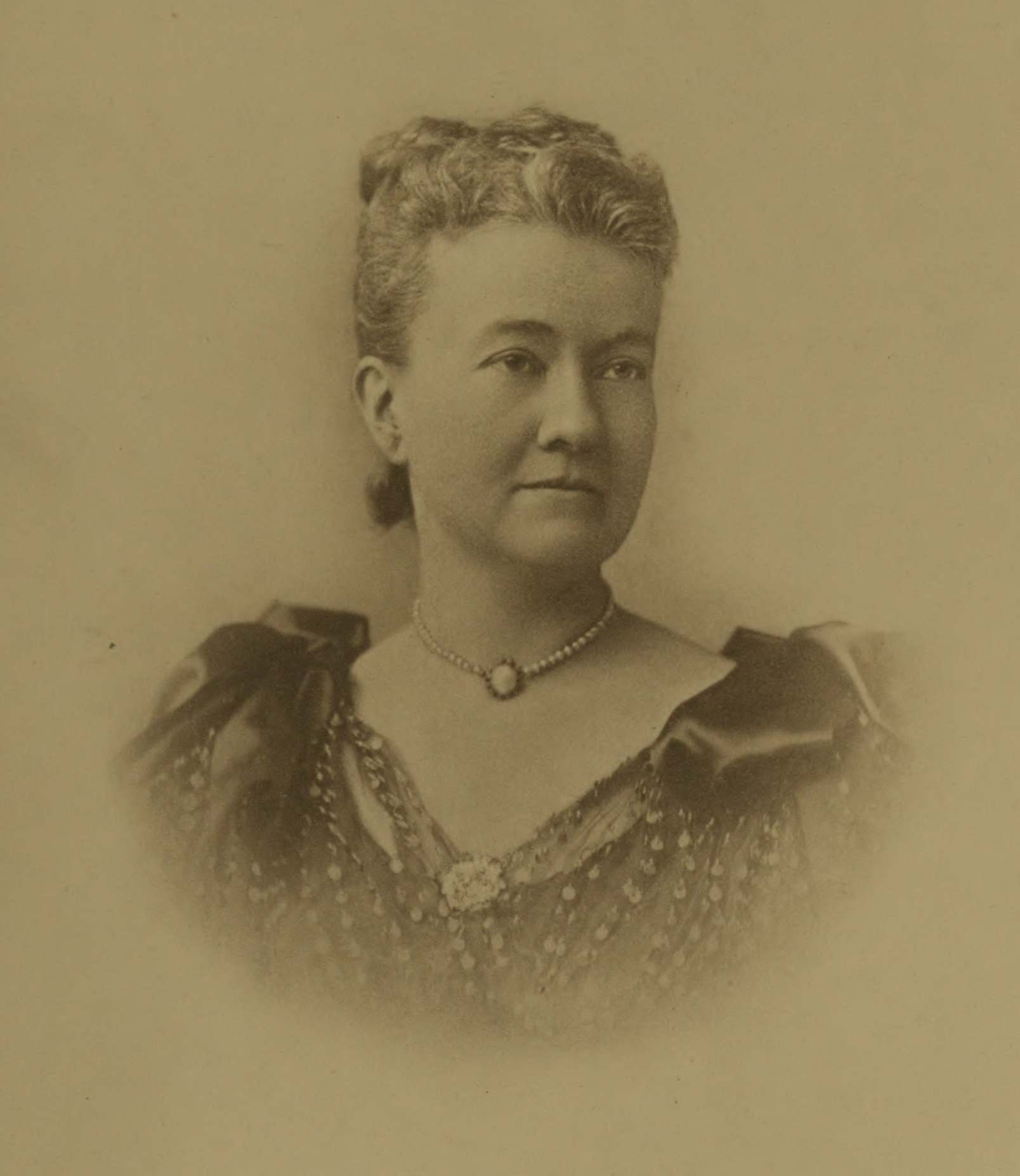
Sara Yorke Stevenson

Sara Yorke Stevenson (* 19. Februar 1847 in Paris; † 14. November 1921 in Philadelphia) war eine US-amerikanische Ägyptologin und Museumskustodin.

## Leben
Sara Yorke Stevenson wurde als Tochter von Edward Yorke und seiner Frau Sarah Hanna Yorke geboren. In den 1840er Jahren waren die Eltern aus Louisiana nach Paris gekommen. Beide kamen aus wohlhabenden Familien. Die Familie der Mutter besaß eine Baumwollplantage, ihr Vater war Plantagenbesitzer, Baumwollhändler und Bankier. Als Sara Yorke 10 Jahre alt war, gingen ihre Eltern in die Vereinigten Staaten zurück und ließen die Töchter in Frankreich in einem Internat. Bis 1862 blieb Sarah Yorke Stevenson in Paris, dann stieß sie zu ihrer Familie, die inzwischen in Mexiko lebte. In Mexiko nahm sie an vielen Empfängen der neuen Kaiserin von Mexiko, Charlotte von Belgien, und ihres Ehemannes Maximilian teil. Ihre Beschreibungen des Mexikanischen Kaiserreichs gaben Historikern später tiefe Einblicke in das höfische Leben dieser Zeit. 1867 verließ die Familie Yorke das Land aufgrund der Revolution und ging nach Vermont. Ein Jahr später starb Edward Yorke und Sarah Yorke zog zu Verwandten nach Philadelphia. Dort lernte sie den wohlhabenden Anwalt Cornelius Stevenson (1842–1922) kennen und das Paar heiratete bald. Durch das gesellschaftliche Leben kam Stevenson in Kontakt mit einer Gruppe von Intellektuellen um Horace Howard Furness und Silas Weir Mitchell. Unter den Mitgliedern der „Furness-Mitchell Coterie“ waren Lehrer, Anthropologen, Schriftsteller, Musiker und Ärzte.
Stevenson war 1889 Gründungsmitglied und Vorstandsmitglied der Archaeological Association der University of Pennsylvania. Durch ihr Engagement konnte das University of Pennsylvania Museum of Archaeology and Anthropology (Penn Museum) eingerichtet werden. 1891 wurden Stevenson, William Pepper, Talcott Williams und Joseph Coates von der Archaeological Association ausgesucht, um einen Fachbereich für Archäologie und Paläontologie aufzubauen, der das Museum betreiben sollte. Stevenson gehörte bis 1905 zum Vorstand des Museums. Sie war außerdem von 1890 bis 1905 Kuratorin der ägyptischen Abteilung und der Abteilung für die Mittelmeerregion. Erst 1906 konnte mit Gisela M. A. Richter eine weitere Frau eine vergleichbare Position erreichen. 1905 verließ sie das Museum, nachdem man dem Assyriologen Hermann Volrath Hilprecht gekündigt hatte. Sie begann, für das Philadelphia Museum of Art zu arbeiten. 
Eine 1892 erschienene Ausgabe von Anthropological Work in America beschrieb Stevenson als „vielleicht einzige weibliche Ägyptologin. Ihre Vorträge über ägyptische Themen haben große Aufmerksamkeit erregt.“ Sie war Mentorin für Frederic Ward Putnam, der gerade an der Harvard University den anthropologischen Fachbereich gegründet hatte.
1892 unterstützte Frederic Ward Putnam Stevensons Ernennung für die Jury des Preises für Ethnologie der World’s Columbian Exposition. Damit eine Frau in das Gremium gewählt werden konnte, mussten die Statuten geändert werden. Stevenson wurde zur Vizepräsidentin der Jury ernannt. 1894 war Stevenson die erste Frau, die am Peabody Museum of Archaeology and Ethnology einen Vortrag halten durfte. Ihr Thema lautete „Ägypten am Beginn der Geschichte“. 1898 unternahm sie eine Forschungsreise nach Ägypten.
Sara Yorke Stevenson entwickelte einen der ersten College-Kurse für angehende Museumsfachleute in den Vereinigten Staaten, den sie am Pennsylvania Museum und der School of Industrial Art (The University of the Arts in Philadelphia) unterrichtete. Sie ist damit eine der Begründerinnen der Museologie.
Sie war Präsidentin des Oriental Club of Philadelphia, des Contemporary Club und des Ortsverbands Pennsylvania des Archeological Institute of America. Außerdem war sie Gründerin und Vorstandsmitglied der American Folk-Lore Society und der American Exploration Society. Sie war Mitglied der Numismatic and Antiquarian Society von Philadelphia und wurde 1895 in die American Philosophical Society gewählt. Stevenson nahm 1884 an den Sitzungen der American Association for the Advancement of Science teil und wurde 1895 Fellow. Außerdem engagierte sie sich in der Suffragetten-Bewegung und etablierte die Equal Franchise Society in Pennsylvania. Bis 1910 fungierte sie als Präsidentin und dann als erste Vizepräsidentin bis zum Inkrafttreten des 19. Zusatzartikels zur Verfassung der Vereinigten Staaten im Jahr 1920, mit dem das Frauenwahlrecht in der Verfassung verankert wurde.
Als Kolumnistin schrieb Stevenson unter den Pseudonymen „Peggy Shippen“ und „Sally Wistar“ für den Philadelphia Public Ledger.

## Veröffentlichungen (Auswahl)
- On Certain Symbols used in the Decoration of some Potsherds from Daphnae and Naukratis, now in the Museum of the University of Pennsylvania. In: Proceedings of the Numismatic and Antiquarian Society of Philadelphia for 1890–91. 1892.
- The Tomb of King Amenhotep. In: Papers on Egyptian Archaeology. 1892.
- Mr. Petrie’s Discoveries at Tel el-Amarna. In: Science Bd. 19; Nr. 480–482 und 510.
- An Ancient Egyptian Rite Illustrating a Phase of Primitive Thought. In: International Congress of Anthropology. Memoirs. Chicago 1894, S. 298–311.
- Some Sculptures from Koptos in Philadelphia. In: American Journal of Archaeology. Band 10, 1895, S. 347–351.
- The Feather and the Wing in Early Mythology. In: Oriental Studies of the Oriental Club of Philadelphia. 1894, S. 202–241.
- On the Remains of Foreigners Discovered in Egypt by Mr. W. M. Flinders Petrie, 1895, now in the Museum of the University of Pennsylvania. In: Proceedings of the American Philosophical Society. Band 35.
- mit Ferdinand Justi, Morris Jastrow Jr.: Egypt and Western Asia in Antiquity (= A History of All Nations. Band 1). Lea Brothers, Philadelphia/New York 1905 (Digitalisat).